# Croft, Herefordshire
Croft är en by i civil parish Croft and Yarpole, i grevskapet Herefordshire, i England. Byn är belägen 8 km från Leominster. Croft var en civil parish fram till 1987 när blev den en del av Croft & Yarpole. Civil parish hade 25 invånare år 1961. Byn nämndes i Domedagsboken (Domesday Book) år 1086, och kallades då Crofta.